# Parc des ruines (Vaasa)
Le parc des ruines (finnois : Rauniopuisto) est un parc du quartier de Vanha Vaasa à  Vaasa en Finlande.

## Présentation
Le parc comporte des bâtiments restés en ruines lors de l'incendie de Vaasa en 1852. 
Les abords des ruines sont engazonnés.
Dans la zone du parc se trouvent les ruines de l'église Sainte-Marie et son clocher.
L'église Sainte-Marie a probablement été construite entre 1500 et 1520.
Le parc comporte aussi les ruines de l'école triviale de Vaasa. 
L'école triviale de Vaasa a été construite en 1691. 
Son élève le plus connus est Johan Ludvig Runeberg, qui a fréquenté l'école entre 1815 et 1822.
La mairie de Vaasa est aussi située dans la zone du parc.